# 츠바메 (슈퍼컴퓨터)

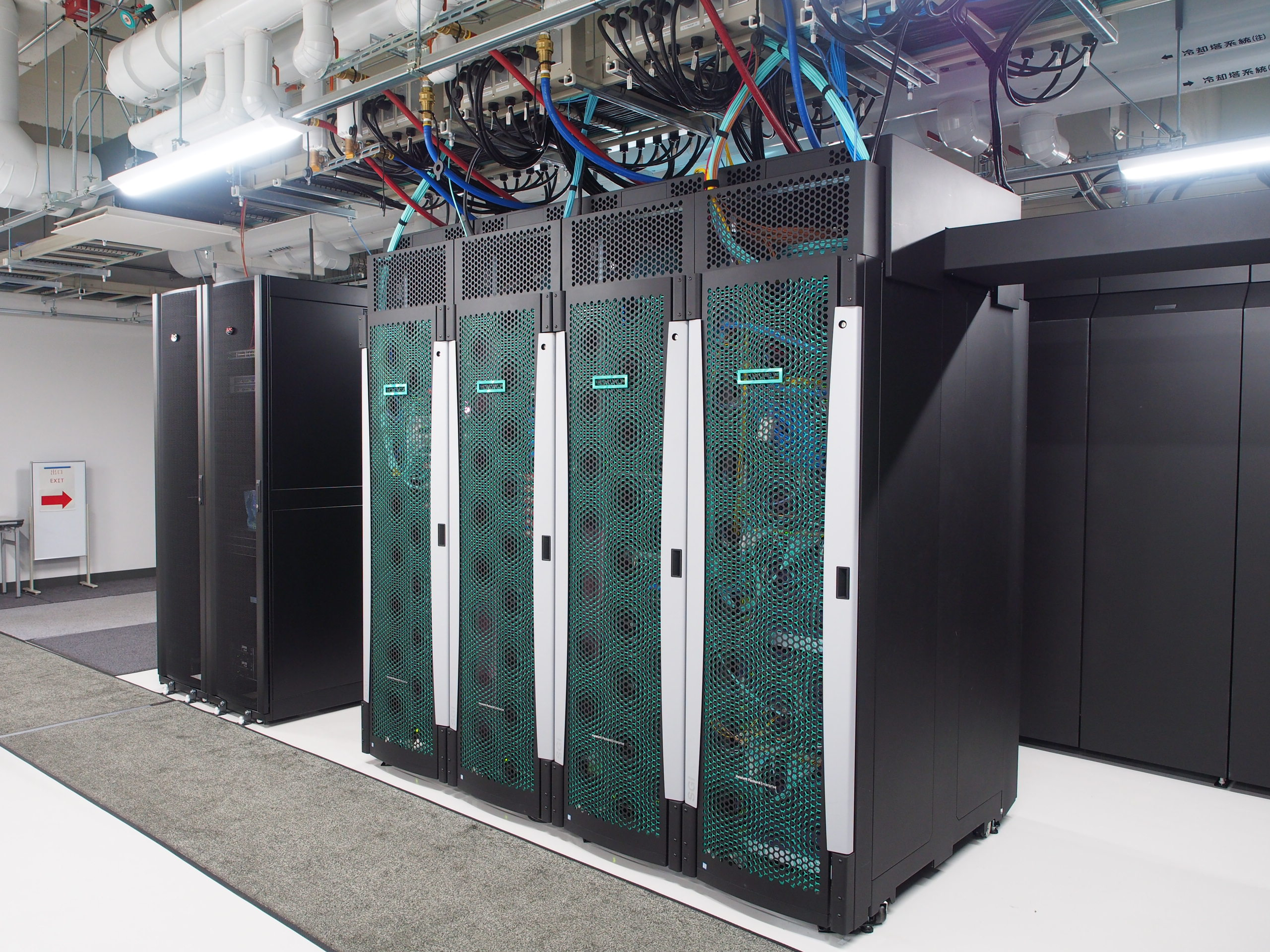
TSUBAME 3.0 슈퍼컴퓨터의 네트워킹 랙

츠바메(일본어: つばめ)는 일본 도쿄 과학대학(이전 도쿄 공업대학)의 GSIC 센터에서 운영되는 슈퍼컴퓨터 시리즈로, 마쓰오카 사토시가 설계했다.

## 버전

### 츠바메 1.0
썬 마이크로시스템즈가 제작한 츠바메 1.0은 2006년부터 85 테라플롭스의 성능을 달성하며 가동을 시작했고, 당시 일본과 아시아에서 가장 강력한 슈퍼컴퓨터였다. 이 시스템은 655개의 인피니밴드 연결 노드로 구성되어 있었으며, 각 노드에는 8개의 듀얼 코어 AMD 옵테론 880 및 885 CPU와 32GB의 메모리가 장착되어 있었다. 츠바메 1.0에는 600개의 ClearSpeed X620 어드밴스 카드도 포함되었다.

#### 츠바메 1.2
2008년에 츠바메는 170개의 엔비디아 테슬라 S1070 서버 랙으로 업그레이드되었으며, GPGPU 컴퓨팅을 위해 총 680개의 테슬라 T10 GPU 프로세서가 추가되었다. 이로 인해 성능이 170 테라플롭스로 증가하여 당시 일본에서 두 번째로 강력하고 세계에서 29번째로 강력한 슈퍼컴퓨터가 되었다.

### 츠바메 2.0
츠바메 2.0은 2010년에 HP와 NEC가 츠바메 1.0의 대체품으로 구축했다. 2,288 테라플롭스의 최고 성능을 기록하며 2011년 6월 세계 5위에 올랐다. 이 시스템은 6코어 제온 5600 및 8코어 제온 7500 프로세서를 사용하는 1,400개의 노드를 가지고 있다. 또한 4,200개의 엔비디아 테슬라 M2050 GPGPU 컴퓨팅 모듈도 포함되었다. 총 시스템은 GPU 장치의 GDDR 메모리 12.7 TB 외에 80.6 TB의 DRAM을 가지고 있었다. 츠바메 2.0은 2010년 11월 TOP500 목록에서 세계 4위, 일본 1위를 기록하여 당시 최고 순위를 달성했다.

#### 츠바메 2.5
츠바메 2.0은 2014년에 2.5로 추가 업그레이드되어 모든 엔비디아 M2050 GPGPU 컴퓨팅 모듈을 엔비디아 테슬라 케플러 K20x 컴퓨팅 모듈로 교체했다. 이로 인해 17.1 페타플롭스의 단정밀도 성능을 달성했다.

#### 츠바메-KFC
츠바메 KFC는 전력 소비를 줄이기 위해 오일 기반 액체 냉각을 추가했다. 이로 인해 시스템은 4.5 기가플롭스/와트의 세계 최고 성능 효율을 달성할 수 있었다.

### 츠바메 3.0
2017년 2월, 도쿄 공업대학은 새로운 시스템인 츠바메 3.0을 추가할 것이라고 발표했다. 이 시스템은 SGI와 함께 개발되었으며, 인공지능에 중점을 두고 12.2 페타플롭스의 배정밀도 성능을 목표로 했다. 이 디자인은 인텔 제온 E5-2680 v4 프로세서 외에 2,160개의 엔비디아 테슬라 P100 GPGPU 모듈을 활용하는 것으로 알려졌다.
츠바메 3.0은 2017년 11월 TOP500 슈퍼컴퓨터 순위에서 8125 테라플롭스로 13위를 기록했다. 2017년 6월 Green500 에너지 효율 순위에서 14.110 기가플롭스/와트로 1위를 기록했다.

### 츠바메 4.0
츠바메 4.0은 2024년 6월에 가동을 시작했다. 이 시스템은 HP와 함께 개발되었으며, 각각 2개의 AMD EPYC 9654 96코어 프로세서, 768GiB의 DDR5-4800 RAM, 그리고 4개의 엔비디아 H-100 GPU를 갖춘 240개의 노드로 구성되어 있다. 배정밀도 성능은 츠바메 3.0보다 약 5.5배 높은 66.8 페타플롭스이다. 2024년 11월 TOP500 목록에서 츠바메 4.0은 세계 36위, 일본 5위를 기록했다. 츠바메 4.0은 2024년 10월 도쿄 과학대학 설립 이후 처음으로 운영되는 시리즈이다.

## 같이 보기
- 일본의 슈퍼컴퓨팅